# Robust hök

Fågeln förekom endast på ön Nya Kaledonien.

Robust hök (Accipiter efficax) är en förhistorisk utdöd fågel i familjen hökar inom ordningen hökfåglar. 

## Förekomst och utdöende
Fågeln förekom tidigare på Nya Kaledonien. Den beskrevs från subfossila lämningar funna vid Pindaigrottorna på huvudön Grande Terres västkust. Benen har med hjälp av kol-14-metoden konstaterats vara cirka 1750 år gamla. Varför denna art och spenslig hök dog ut medan brunhök (Accipter fasciata) och nyakaledonienhök (A. haplochrous) överlevde på ön är högst oklart.

## Utseende och levnadssätt
De långa benen liksom de korta vingarna var troligen en anpassning till skogsmiljön den levde i. 

## Namn
Dess vetenskapliga artnamn kommer från latinets efficax (=kraftfull) på grund av dess storlek och robusta ben.